# Plan incliné (cinéma)
Utilisé par les grosses productions hollywoodiennes dans les années 1930 à 1950, le plan incliné était une sorte de funiculaire prévu pour des prises de vues s’élevant progressivement au-dessus d’une scène d’envergure. Le plateau supportant la caméra, le cadreur et son premier assistant, était tracté par un câble et sa charge compensée par un contrepoids fixé à l'autre extrémité de ce câble.

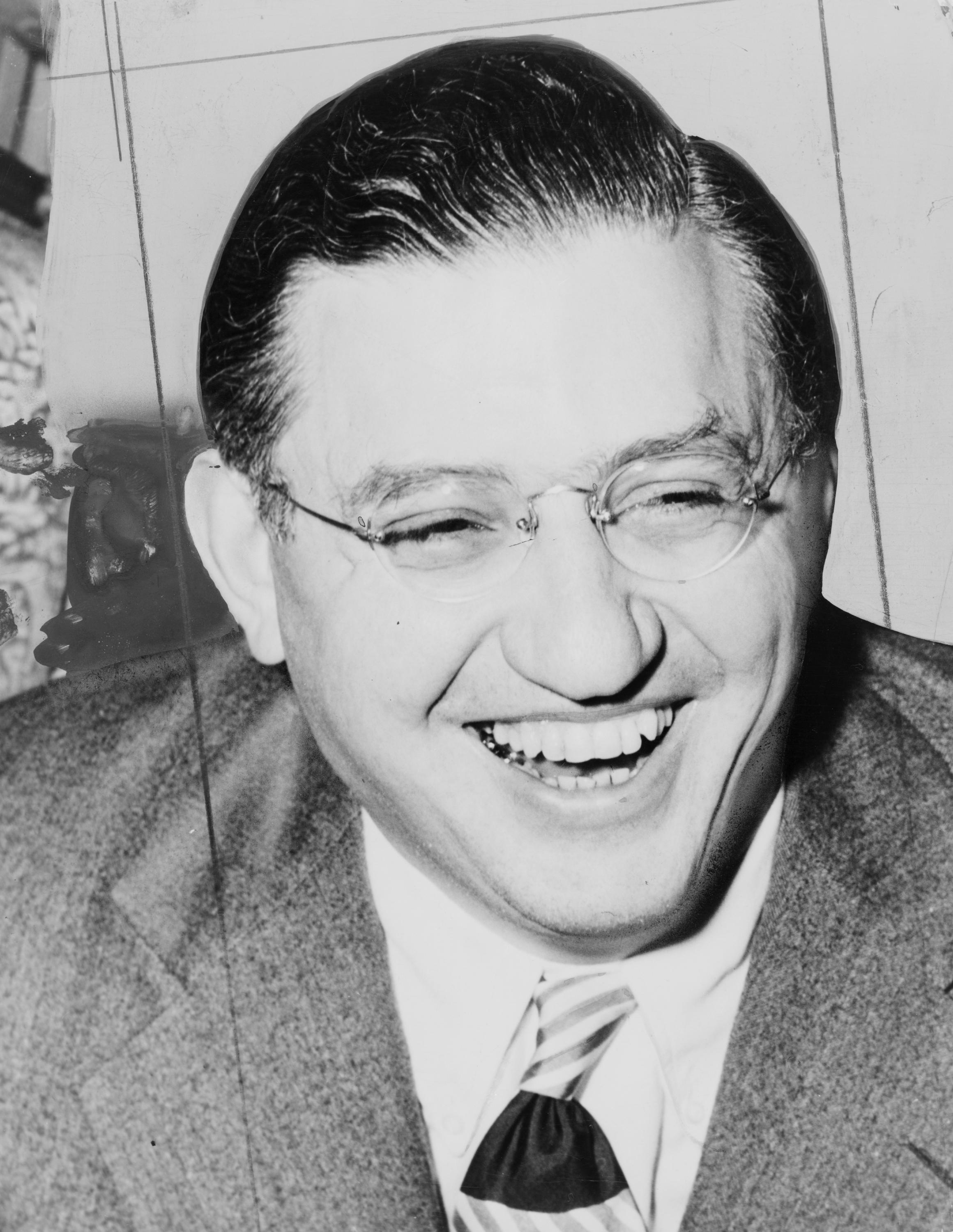
David O. Selznick (1940)

En 1939, par exemple, dans Autant en emporte le vent, réalisé entre autres par Victor Fleming, le producteur David O. Selznick, voulait honorer la défense héroïque  d’Atlanta. Pour montrer « les innombrables blessés des troupes sudistes, couchés à même le sol », il fait construire un « plan incliné » culminant à quelques dizaines de mètres, portant sur des rails un chariot qui permettait d’installer une caméra et ses servants. Dans cette séquence, Scarlett O'Hara va demander au médecin de la famille de venir assister à l’accouchement de sa cousine Mélanie. Pour le rejoindre, elle doit traverser les alignements de centaines de blessés qui attendent qu’on s’occupe d’eux. La caméra suit son mouvement en travelling latéral tout en s’élevant dans les airs, pour s’arrêter en fin de plan derrière la Stainless Banner, le drapeau des Confédérés, qui flotte au-dessus de cet hôpital de fortune. Cette prise de vues filmée grâce au système du « plan incliné », est aussi impressionnante qu’inoubliable.